# Pietro Kandler
Pietro Kandler (Trst, 25. svibnja 1804. – Trst, 18. siječnja 1872.), talijanski povjesničar i arheolog iz vremena austrijske vlasti nad gradom.

## Život
Pietro Kandler rođen je 25. svibnja 1804. u ondašnjem austrijskom lučkom gradu Trstu kao sin soboslikara Paola Kandlera i njegove žene Giovanne Cerutti. Nakon što je završio osnovnu školu u Trstu, pohađao je čuvenu koparsku gimnaziju. Nakon završetka gimnazije odlazi na studij prava na Sveučilištu u Padovi. Nakon diplomiranja vraća se 1828. u Trst gdje radi kao pripravnik u odvjetničkom uredu Domenica Rossettija koji je podupro njegovu sklonost izučavanju istarske povijesti. Kandler je u to vrijeme podržavao Rossettija u svojoj publikaciji Archeografo Triestino, jednim od redovito objavljivanih znanstvenih časopisa Minervina društva (Società di Minerva). Godine 1830. Kandler postaje financijski službenik u gradskoj administraciji Trsta. Godine 1840. Kandler postaje članom tršćanskog gradskog vijeća. Nakon smrti njegova mentora Rossettija 1842. preuzeo je njegov mandat javnog tužitelja u gradu Trstu pa je čak otvorio i odvjetnički ured. Nakon revolucije iz 1848. Kandler se sve više posvećuje političkom životu grada od 1848. do 1854.
Polovinom 19. stoljeća, ideja o zaštiti spomenika u Austrijskoj Monarhiji dobiva državni status osnivanjem Centralne komisije za zaštitu povijesnih i umjetničkih spomenika u Beču, a imenovanjem konzervatora Vicka Andrića za Dalmaciju, Ivana Kukuljevića Sakcinskog za sjevernu Hrvatsku, Pietra Kandlera za Istru, započinje organizirano djelovanje zaštite spomenika kulture u Hrvatskoj. Ivan Kukuljević Sakcinski se među prvima usmjerava na prikupljanje građe i na organiziranje novih institucija i udruženja, pri čemu je posebno značajno osnivanje Društva za povestnicu i starine. Pietro Kandler bio je izabran za počasnoga člana Društva za jugoslavensku povjestnicu i starine u Zagrebu 1851. godine.
Nakon objavljivanja brojnih spisa o ekonomskoj, političkoj, društvenoj i književnoj prošlosti grada Trsta, Kandler je postao jedan od najistaknutijih povjesničara Istre i Julijske krajine u 19. stoljeću. Umro je 18. siječnja 1872. u Trstu.

## Djela
Kandler se u svojim djelima posebice posvetio povijesti Istre i svog rodnog grada Trsta. U suradnji s časopisom Archeografo Triestino objavio je niz spisa u razdoblju od 1829. do 1835. godine. Prve je radove s istarskom tematikom počeo objavljivati 1834. u časopisu Osservatore triestino, čiji je suradnik ostao sve do njegova gašenja. Pokrenuo je povremenik Atti istriani, ali je zhog financijskih poteškoća uspio objaviti samo dva sveska posvećena gradskim statutima Pule i Poreča. Godine 1845. pokreće list L'Istria, prvo kao podlistak časopisa Osservatore triestino, a potom kao samostalni časopis, u kojem objavljuje niz dokumenata i članaka koji su postali nezaobilazni izvori za poznavanje istarske povijesti. Ovaj časopis Kandler je uređivao do 1852. godine. Od 1853. do 1864. objavio je u dijelovima zbirku povijesnih dokumenata Codice diplomatico istriano. Ovo njegovo najvažnije djelo obuhvaća skup antičkih spisa koji potječu iz razdoblja od 50. do 1526. godine.
Među njegovim najznačajnijim djelima su:
- Cenni al forestiero che visita Pola (Bilješke za putnike koji posjećuju Pulu), Trst (1845.)
- Notizie storiche di Trieste (objavljeno pod pseudonimom Giovannina Bandelli), Trst (1851.)
- Indicazioni per riconoscere le cose storiche del Litorale, Trst (1855.)
- Storia del Consiglio dei Patrizi, Trst (1858.)
- Raccolta delle leggi, ordinanze e regolamenti speciali per Trieste (također Raccolta Conti), Trst (1861. – 1862.)
- Emporio e portofranco, Trst (1864.)
- Codice diplomatico istriano, Trst (1864.)
- Sulle caverne dell' Istrici, Trst (1872.)
- Notizie storiche di Montana (posmrtno), Trst (1875.)
- Notizie storiche di Pola (posmrtno), Trst (1876.)
- Le historie di Trieste (posmrtno), Trst (1919.)

## Vanjske poveznice
- Životopis Pietra Kandlera (talijanski)